# 漆谷サービスエリア
漆谷サービスエリア（チルゴクサービスエリア）は慶尚北道漆谷郡の京釜高速道路上にあるサービスエリア。ソウル方向は大新（テシン）企業が経営している。

## 道路
- 京釜高速道路

## 施設

### ソウル方向
- 食堂
- 軽食
- コーヒー専門店
- 自動現金引出機
- シャワー室
- 休憩室
- ガソリンスタンド
  - エスオイル（LPG充填所併設）

### 釜山方向
- 食堂
- 軽食
- コーヒー専門店
- 公衆浴場
- シャワー室
- コンビニエンスストア
- 自動現金引出機
- 車両整備
- ガソリンスタンド
  - エスオイル（LPG充填所併設）

## 隣
倭館IC - 漆谷SA - 南亀尾IC